# Банкноты евро

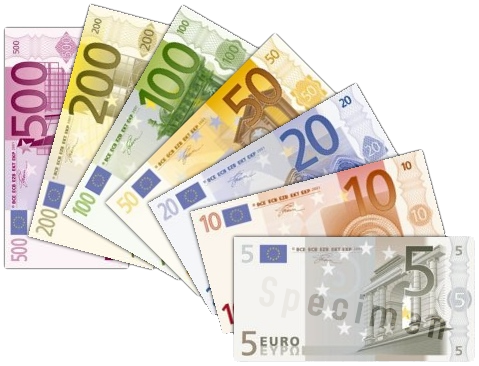
Банкноты евро

Банкноты евро — банкноты валюты еврозоны (евро). Банкноты находятся в обращении с 2002 года, выпускаются Европейским центральным банком (ЕЦБ). На каждой банкноте присутствует подпись президента ЕЦБ. Выпускаются банкноты номиналом 5, 10, 20, 50, 100, 200. Также до 2014 года печаталась банкнота номиналом 500 евро, а с 27 апреля 2019 года её выпуск в оборот европейскими банками прекращён (но она продолжает находиться в обращении, оставаясь законным платёжным средством). В отличие от монет евро банкноты имеют единый дизайн, хотя выпускаются различными государствами.

## Достоинство банкнот
В настоящий момент в обращении находятся банкноты 7 номиналов:

### Банкноты образца 2002 года
| Серия 2002 года                                 | Серия 2002 года   | Серия 2002 года | Серия 2002 года | Серия 2002 года | Серия 2002 года | Серия 2002 года         | Серия 2002 года | Серия 2002 года                  |                         |
| Изображение                                     | Изображение       | Номинал (евро)  | Размеры (мм)    | Основной цвет   | Основной цвет   | Дизайн                  | Дизайн          | Положение кода эмитента          | Положение кода эмитента |
| Лицевая сторона                                 | Оборотная сторона | Номинал (евро)  | Размеры (мм)    | Основной цвет   | Основной цвет   | Стиль                   | Век             | Положение кода эмитента          | Положение кода эмитента |
| ----------------------------------------------- | ----------------- | --------------- | --------------- | --------------- | --------------- | ----------------------- | --------------- | -------------------------------- | ----------------------- |
|                                                 |                   | 5               | 120×62×0,12     |                 | серый           | Античность              | V               | левый край изображения           |                         |
|                                                 |                   | 10              | 127×67×0,12     |                 | красный         | Романский стиль         | XI — XII        | звезда на восемь часов           |                         |
|                                                 |                   | 20              | 133×72×0,12     |                 | светло-синий    | Готика                  | XIII — XIV      | звезда на девять часов           |                         |
|                                                 |                   | 50              | 140×77×0,12     |                 | оранжевый       | Ренессанс               | XV — XVI        | правый край изображения          |                         |
|                                                 |                   | 100             | 147×82×0,12     |                 | зелёный         | Барокко и рококо        | XVII — XVIII    | справа от звезды на девять часов |                         |
|                                                 |                   | 200             | 153×82×0,12     |                 | жёлтый          | Модерн                  | XIX             | над звездой на семь часов        |                         |
|                                                 |                   | 500             | 160×82×0,12     |                 | фиолетовый      | Архитектурный модернизм | XX — XXI        | звезда на девять часов           |                         |
| Масштаб изображений — 1,0 пикселя на миллиметр. |                   |                 |                 |                 |                 |                         |                 |                                  |                         |

### Банкноты образца 2013 года
| Серия 2013 года                                 | Серия 2013 года   | Серия 2013 года | Серия 2013 года | Серия 2013 года | Серия 2013 года | Серия 2013 года  | Серия 2013 года | Серия 2013 года         |                         |
| Изображение                                     | Изображение       | Номинал (евро)  | Размеры (мм)    | Основной цвет   | Основной цвет   | Дизайн           | Дизайн          | Положение кода эмитента | Положение кода эмитента |
| Лицевая сторона                                 | Оборотная сторона | Номинал (евро)  | Размеры (мм)    | Основной цвет   | Основной цвет   | Стиль            | Век             | Положение кода эмитента | Положение кода эмитента |
| ----------------------------------------------- | ----------------- | --------------- | --------------- | --------------- | --------------- | ---------------- | --------------- | ----------------------- | ----------------------- |
|                                                 |                   | 5               | 120×62×0,12     |                 | серый           | Античность       | V               | вверху справа           |                         |
|                                                 |                   | 10              | 127×67×0,12     |                 | красный         | Романский стиль  | XI — XII        | вверху справа           |                         |
|                                                 |                   | 20              | 133×72×0,12     |                 | светло-синий    | Готика           | XIII — XIV      | вверху справа           |                         |
|                                                 |                   | 50              | 140×77×0,12     |                 | оранжевый       | Ренессанс        | XV — XVI        | вверху справа           |                         |
|                                                 |                   | 100             | 147×77×0,12     |                 | зелёный         | Барокко и рококо | XVII — XVIII    | вверху справа           |                         |
|                                                 |                   | 200             | 153×77×0,12     |                 | жёлтый          | Модерн           | XIX             | вверху справа           |                         |
| Масштаб изображений — 1,0 пикселя на миллиметр. |                   |                 |                 |                 |                 |                  |                 |                         |                         |

| Фото | ФИО            | Период                                    | Подпись |
| ---- | -------------- | ----------------------------------------- | ------- |
|      | Вим Дуйзенберг | 1 июня 1998 года — 31 октября 2003 года   |         |
|      | Жан-Клод Трише | 1 ноября 2003 года — 31 октября 2011 года |         |
|      | Марио Драги    | 1 ноября 2011 года — 31 октября 2019 года |         |
|      | Кристин Лагард | 1 ноября 2019 года — настоящее время      |         |

## Дизайн
Дизайн банкнот был разработан Робертом Калиной (нем. Robert Kalina) и выбран среди 44 конкурсных работ 3 декабря 1996 года консилиумом Европейского монетарного института.
Каждая банкнота имеет свой размер и цвет. На каждой банкноте присутствует флаг Евросоюза, аббревиатура «ЕЦБ» в пяти вариантах (BCE, ECB, EZB, EKT, EKP), карта Европы, название валюты «евро» в латинской и греческой («ΕΥΡΩ») транскрипции, подпись действующего президента ЕЦБ. Дополнительно изображены 12 звёзд флага Евросоюза. Также на банкнотах изображены примеры европейской архитектуры различных стилей и периодов истории. На лицевой стороне банкнот изображены окна и ворота, на обратной — мосты. Изображения являются схематическими иллюстрациями, а не изображениями существующих строений, однако уже после выпуска банкнот в нидерландском городке Спейкениссе были построены все семь изображённых на них мостов.
На карте Европы изображены следующие заморские территории: Азорские острова, Французская Гвиана, Гваделупа, острова Мадейра, остров Мартиника, остров Реюньон и Канарские острова. Кипр и Мальта не показаны, так как присоединились к Евросоюзу только в 2004 году. Кроме того, Мальта слишком мала для изображения на карте в принятом масштабе. Минимальная площадь, которую возможно изобразить, составляет 400 км². Однако, и Мальта, и Кипр были добавлены в серии банкнот «Европа».
На банкнотах воспроизводится подпись президента ЕЦБ.

### Серия «Европа»

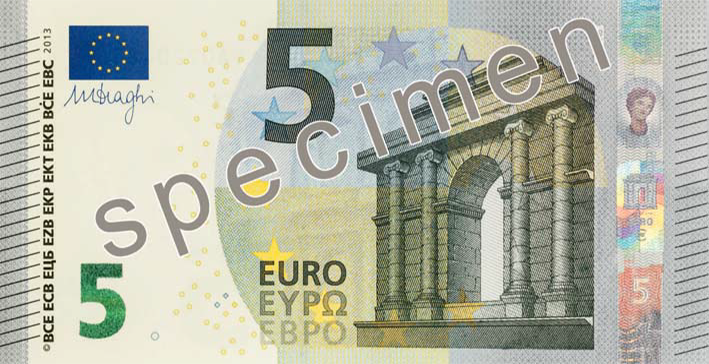
5-евровая банкнота новой серии «Европа». Название валюты отображено в трех вариантах: латиницей (EURO), греческим алфавитом (EYPΩ) и кириллицей (ЕВРО). Кириллица добавлена по причине вступления Болгарии в ЕС в 2007 году

ЕЦБ намерен выпускать новую серию банкнот каждые семь или восемь лет. Вторая серия под названием «Европа» была выпущена в обращение в мае 2013 года. Новая серия включает в себя незначительные изменения, в частности, добавлен портрет мифологической принцессы Европы в виде водяного знака и на голографическую ленту.
Для новой серии использованы новейшие средства защиты от подделки, при этом дизайн имеет ту же тематику — мосты и арки. Тем не менее, новые банкноты легко отличить от старой серии.
Изменения дизайна затронули карту Европы — она расширена на восток, чтобы включить Кипр, также изображен остров Мальта. Эти изменения связаны с вступлением Кипра и Мальты в ЕС.
В связи с вступлением Болгарии в ЕС новая серия банкнот евро имеет надпись «EBPO», а также сокращение «ЕЦБ» (сокращение от болг. Европейска централна банка).
На банкнотах изображена подпись Марио Драги, президента ЕЦБ с 2011 по 2019 год.
Банкнота новой серии номиналом 5 евро была представлена 10 января 2013 года. Она поступила в обращение 2 мая 2013 года. Банкноты старой серии будут постепенно изыматься из оборота. Позже ЕЦБ объявит, когда банкноты старой серии потеряют статус законного средства платежа. Тем не менее, они не потеряют свою ценность и их можно будет обменять на новые банкноты в любом из центральных банков Евросистемы без ограничений по времени.
Новая банкнота номиналом 10 евро поступила в обращение 23 сентября 2014 года.
Банкнота номиналом 20 евро серии «Европа» была презентована 24 февраля 2015 года и поступила в оборот 25 ноября того же года.
Банкнота 50 евро с усиленной защитой введена в оборот 4 апреля 2017 года. По техническим причинам в 2018 году был запрещён приём данной банкноты в иностранных банкоматах (особенно в России), через которые возможно внесение наличных на счета в евро (в частности, такой запрет в России был введён Альфа-банком для ряда своих банкоматов). К 2020 году банкоматы банков стран — не членов ЕС смогли адаптироваться под приём данных банкнот.

## Защита от подделок

Защитная голограмма на банкноте в 50 евро

Банкноты евро печатаются на бумаге из хлопчатобумажного волокна, что продлевает срок службы и затрудняет подделку. Последняя цифра в номере банкноты евро является контрольной и вычисляется из буквы и остальных цифр.

## Для людей с ограниченными возможностями
Банкноты разрабатывались с участием организаций, представляющих интересы слепых. Купюры могут быть использованы как плохо видящими людьми (видят банкноту, но не могут прочесть текст), так и полностью слепыми.
Размер банкноты зависит от её номинала (чем больше номинал — тем больше размер). Превалирующий цвет банкнот чередуется между «теплым» и «холодным» у банкнот с соседним номиналом. Надпись с номиналом является рельефной.

## Сувенирные банкноты
В 2015 году с разрешения ЕЦБ[уточнить] был осуществлён выпуск сувенирных банкнот номиналом 0 евро во французской типографии Oberthur Technologies, занимающейся выпуском евробанкнот. Данные банкноты не являются средством платежа и продаются в качестве сувениров для туристов и коллекционеров во многих странах ЕС. 0 евро имеют все степени защиты настоящих банкнот, размер соответствует 20 евро, фиолетовый цвет заимствован с 500 евро. На данный момент насчитывается несколько серий банкнот, посвящённых истории и культуре стран Евросоюза, таких как Франция, Германия, Бельгия, Испания, Австрия, Нидерланды, Португалия, Люксембург, Италия, Греция, Финляндия, Чехия, Словакия и Сан-Марино. Тиражи банкноты каждого вида составляют 5—10 тыс. экземпляров.